# Sinophora fusca
Sinophora fusca är en insektsart som beskrevs av Metcalf och James Heathman Horton 1934. Sinophora fusca ingår i släktet Sinophora och familjen spottstritar. Inga underarter finns listade i Catalogue of Life.